# 비호로역
비호로역(일본어: 美幌駅)은 일본 홋카이도 아바시리 군 비호로정에 위치한 홋카이도 여객철도 세키호쿠 본선의 철도역이다. 역 번호는 A65이며, 섬식 승강장 1면 2선의 구조를 갖춘 지상역이다.

## 타는 곳
| 1 | ■ 세키호쿠 본선 | (상행) | 기타미 · 엔가루 · 아사히카와 · 삿포로 방면 |
| 2 | ■ 세키호쿠 본선 | (하행) | 메만베쓰 · 아바시리 · 시레토코샤리 방면    |

## 역 주변
- 국도 제39호선 · 국도 제240호선 · 국도 제243호선
- 비호로 정청

## 역사
- 1912년 10월 5일 : 일본국유철도의 역으로서 개업. 일반역.
- 1924년 11월 17일 : 아이오이 선 개업.
- 1929년 : 역사 및 구내 개축.
- 1953년 6월 24일 : 비호로 정내 대화재에 의해, 역사 일부 연소. 같은 해 내에 복구 및 역 앞 확장.
- 1959년 10월 18일 : 닛폰첨채제당 비호로 제당소 조업 개시와 함께, 전용선 3.47km에 이르는 화물 취급 개시.
- 1975년 : 미도리노마도구치 개설.
- 1985년
  - 3월 14일 : 하물의 취급을 폐지.
  - 4월 1일 : 아이오이 선 폐지.
  - 12월 1일 : 역사 개축. '교통 기념관'을 병설하는 합동 역사로 한다.
- 1987년 4월 1일 : 일본국유철도 분할 민영화에 의해, 홋카이도 여객철도 · 일본화물철도가 승계.
- 1990년 : 일본 석유 전용선 폐지. 같은 회사 비호로 유조소의 하역 설비에 계속 걸쳐져 있어, 석유 수송으로 사용되었다. 그 때문에 신후지역 (니시코 역)과 이 역의 사이에 석유 수송 열차가 설정되어 있다.
- 1991년 5월 : 닛폰첨채제당 비히로 제당소의 전용선 사용이 폐지되었다.
- 2002년 4월 1일 : 일본화물철도의 역이 폐지.
- 2008년 7월 31일 : 키오스크 폐점.

## 인접 역
| 세키호쿠 본선                    | 세키호쿠 본선                   | 세키호쿠 본선                  |
| -------------------------------- | ------------------------------- | ------------------------------ |
| A60 기타미 신아사히카와 방면     | ■ 세키호쿠 본선 특급 '오흐츠크' | 메만베쓰 A67 아바시리 방면     |
| A64 히우시나이 신아사히카와 방면 | ■ 세키호쿠 본선 보통            | 니시메만베쓰 A66 아바시리 방면 |